# ميتيلينيوي (ساموس)
ميتيلينيوي (Μυτιληνιοί) هي مدينة في ساموس في اليونان.